# Hermbstaedtia odorata
Hermbstaedtia odorata là loài thực vật có hoa thuộc họ Dền. Loài này được (Burch. ex Moq.) T.Cooke mô tả khoa học đầu tiên năm 1910.